# 平川和宏 (ドキュメンタリー作家)
平川 和宏（ひらかわ かずひろ、1965年 - ）は日本の演出・映像作家、およびプロデューサー。

## 経歴
1965年、福岡県生まれ。福岡県立筑紫丘高等学校出身。早稲田大学商学部を中退。映像制作会社に勤務後、独立。フリーランスとして活動。ドキュメンタリーを中心に、テレビや企業チャンネル、PVの制作に携わっている。1999年に素敵な宇宙船地球号「微生物が地球を救う 〜バイオ産業最前線〜」で科学放送高柳記念奨励賞を受賞。2001年に民間放送教育協会の「親の目・子の目」番組選奨「駄菓子屋日記」を受賞している。

## 作品

### テレビ番組
NHK
『わたしが子どもだったころ』
「立川志の輔 おーい！ じいちゃん」（2006年）
「斎藤由多加 ボク、ワカラナイ」（2007年）
『美の壺』
「文豪の装丁」（2006年）
「お守り」（2017年）
『熱中時間（18分）』
「三遊亭円丈 狛犬熱中人」（2008年）
「島村政美 都会のスズムシ奮闘記」（2011年）
『スポーツ大陸』
「エースとして再び 〜バレーボール 大山加奈〜」（2009年）
「ネット際から世界をねらえ 〜バドミントン 田児賢一〜」（2010年）
「人生をかけて投げる 〜ボウリング 川添奨太〜」（2011年）
「故郷からメダルを 〜テコンドー 濱田真由〜」（2012年）
『堂本剛のココロ見』
二夜連続「堂本剛の運命問答」（2012年）
『たすけて！ きわめびと』
「運動会直前！ 誰でも足が速くなる！」（2016年）
『フランケンシュタインの誘惑 科学史 闇の事件簿』
「切り裂きハンター 死のコレクション」（2016年）
「脳を切る 悪魔の手術ロボトミー」（2016年）
「ザ・トゥルース 世界を変えた金融工学」（2017年）

テレビ朝日
『ニュースステーション特集』（ディレクター）
「アタシ、シコふんじゃった 〜日大相撲部初の女性力士〜」（2002年）
『報道ステーション特集』
「年末スペシャル メルトダウン5日間の真実」（2012年）
「松岡修造企画 新人三冠プロボウラー 川添奨太」（2011年）
「松岡修造企画 怪物ボクサー 井上尚弥」（2015年）
『ANN震災特番』
「つながろうニッポン」（2011年）
『素敵な宇宙船地球号』（プロデューサー、ディレクター）
「鳥の目で見た日本　高度1000フィートの世界」（1998年）
「微生物が地球を救う 〜バイオ産業最前線〜」（1999年）
「森の神秘・きのこ」(2000年)
「微生物が地球を救う 〜発電するミクロの生命〜」（2001年）
「クリスマス島・生命のダンス 〜1億匹のカニに迫る危機〜」（2001年）

TVQ九州放送
特別番組「剛球の軌跡 〜池永正明 中州に刻んだ36年〜」（2007年）

BS-TBS
『極上のクルーズ紀行』
「ニューオリンズからメンフィス音楽の旅 全3話」（2014年）
「2時間SP 日本が誇るラグジュアリー船で行く大相撲クルーズ」（2015年）
「神秘のハロン湾クルーズ ベトナム神話の女王に出逢う旅」（2015年）
「誰も知らない北極圏！ 探検クルーズ全3話」（2015年）
「小さな帆船で行くカリブ海クルーズ」（2016年）

### PV、企業チャンネルなど
- PV

堂本剛『Nijiの詩』PV（2012年）
社会科見学（ファン感謝DAY）ドキュメント（2012年）
- パナソニックチャンネル動画レポート

『カメラの前だから言えたこと 大船渡北小学校』（2012年）
『ロンドンオリンピックで輝く2万ルーメンプロジェクター 』（2012年）
『世界遺産プラハ城できらめくLEDのノスタルジックなあかり』（2013年）
『8ミリからの革命！ GaNデバイス』（2015年）
『リオで始まる新しい挑戦』（2016年）